# WTA Tour Championships 2009
Il WTA Tour Championships 2009 (conosciuto anche come Sony Ericsson Championships – Doha 2009) è stato un torneo di tennis che si è giocato a Doha, in Qatar dal 27 ottobre al 1º novembre 2009. È stata la seconda volta che il Khalifa International Tennis Complex ha ospitato il WTA Tour Championships di fine anno.

## Qualificate

### Singolare
| Race Ranking Singolare (22 ottobre 2009) | Race Ranking Singolare (22 ottobre 2009) | Race Ranking Singolare (22 ottobre 2009) | Race Ranking Singolare (22 ottobre 2009) | Race Ranking Singolare (22 ottobre 2009) |
| Rk                                       | Nome                                     | Punti                                    | Tour                                     | Data Qualificazione                      |
| ---------------------------------------- | ---------------------------------------- | ---------------------------------------- | ---------------------------------------- | ---------------------------------------- |
| 1                                        | Dinara Safina                            | 7731                                     | 18                                       | 5 agosto                                 |
| 2                                        | Serena Williams                          | 7576                                     | 17                                       | 19 agosto                                |
| 3                                        | Svetlana Kuznecova                       | 5772                                     | 18                                       | 5 ottobre                                |
| 4                                        | Caroline Wozniacki                       | 5475                                     | 24                                       | 14 settembre                             |
| 5                                        | Elena Dement'eva                         | 5415                                     | 19                                       | 14 settembre                             |
| 6                                        | Viktoryja Azaranka                       | 4451                                     | 16                                       | 9 ottobre                                |
| 7                                        | Venus Williams                           | 4397                                     | 16                                       | 9 ottobre                                |
| 8                                        | Jelena Janković                          | 3555                                     | 18                                       | 22 ottobre                               |

Il 5 agosto la prima a qualificarsi per il torneo è stata Dinara Safina.

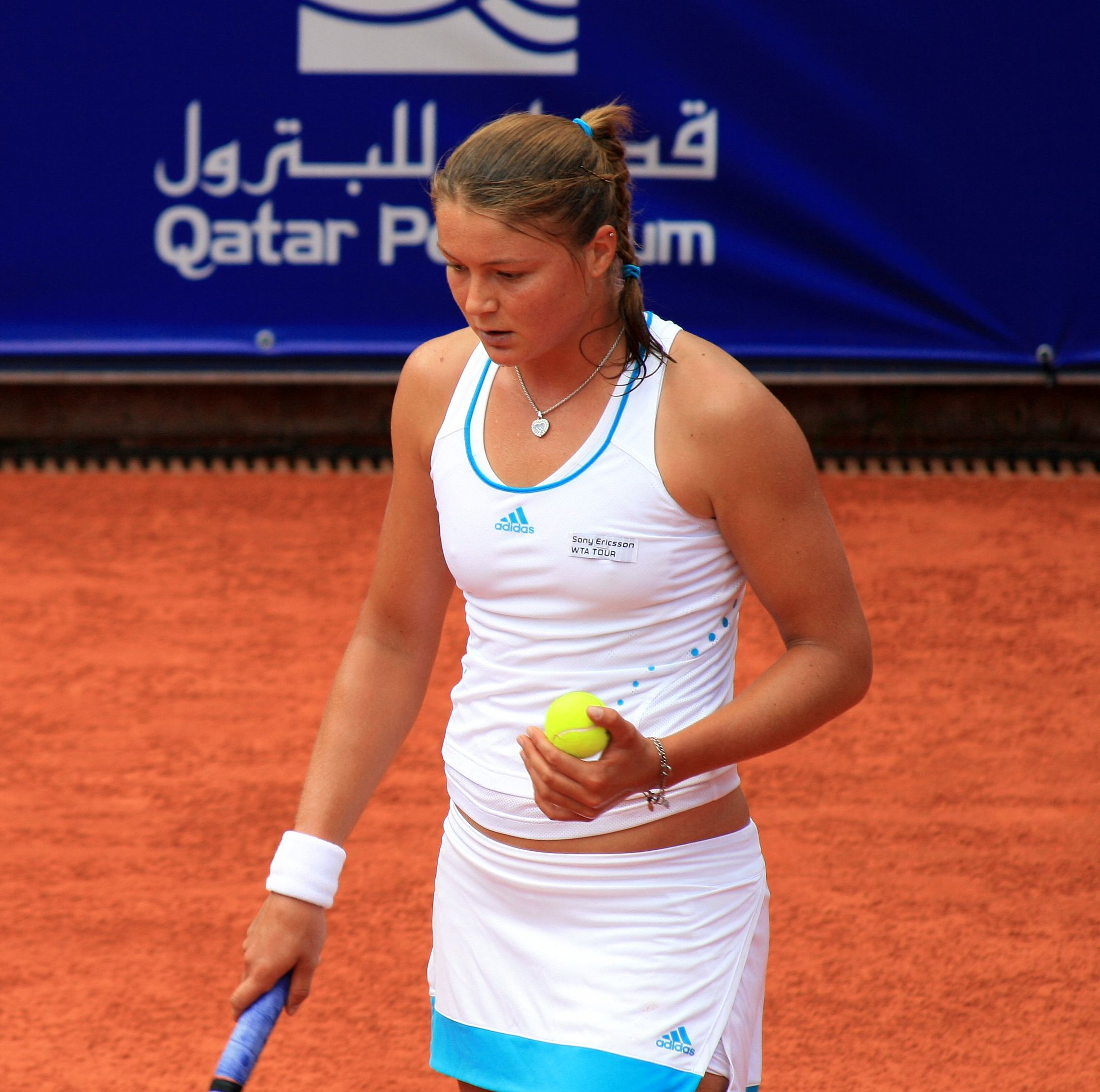
Dinara Safina è stata la numero 1 del mondo nel 2009

Dinara Safina ha avuto un buon inizio d'anno raggiungendo la finale dell'ASB Classic perdendo contro Elena Dement'eva per 6–3 2–6 6–1, seguita dalla sua seconda finale in un torneo del Grande Slam, la prima sul cemento all'Australian Open dove è stata battuta da Serena Williams per 6–0 6–3. La Safina è diventata il mondo numero 1 del mondo dopo il torneo di Charleston. Ha raggiunto la terza finale dell'anno al Porsche Tennis Grand Prix, ma ha perso nuovamente, stavolta contro Svetlana Kuznecova per 6–4 6–3. Ha successivamente ottenuto due titoli consecutivi: agli Internazionali d'Italia, sconfiggendo la Kuznetsova per 6–3 6–2; e al Mutua Madrileña Madrid Open sconfiggendo Caroline Wozniacki per 6–2 6–4
Ha raggiunto la quarta finale consecutiva, la sesta dell'anno all'Open di Francia ma ancora una volta è stata sconfitta dalla Kuznetsova per 6–4 6–2. Ha poi raggiunto la semifinala del Torneo di Wimbledon ma ancora una volta è stata messa in discussione per la sua credibilità come il numero del mondo dopo la vittoria netta di Venus Williams che ha vinto il loro match con il punteggio di 6–1 6–0. Si è ripresa la rivincita conquistando lo Slovenia Open sconfiggendo Sara Errani per 6(5)–7 6–1 7–5. Ha raggiunto la sua ottava finale a Cincinnati, ma ha perso contro Jelena Janković. La Safina ha lottato negli US Open sia nel primo che nel secondo turno con giocatrici con una classifica più bassa. Ha finito per perdere contro Petra Kvitová nel terzo turno per 6–4 2–6 7–6(5). Questa è stata la seconda partecipazione al torneo per la Safina. Nel 2008 perse tutti gli incontri del round robin.

Il 19 agosto la seconda a qualificarsi per il torneo è stata Serena Williams dopo la semifinale della Rogers Cup. 

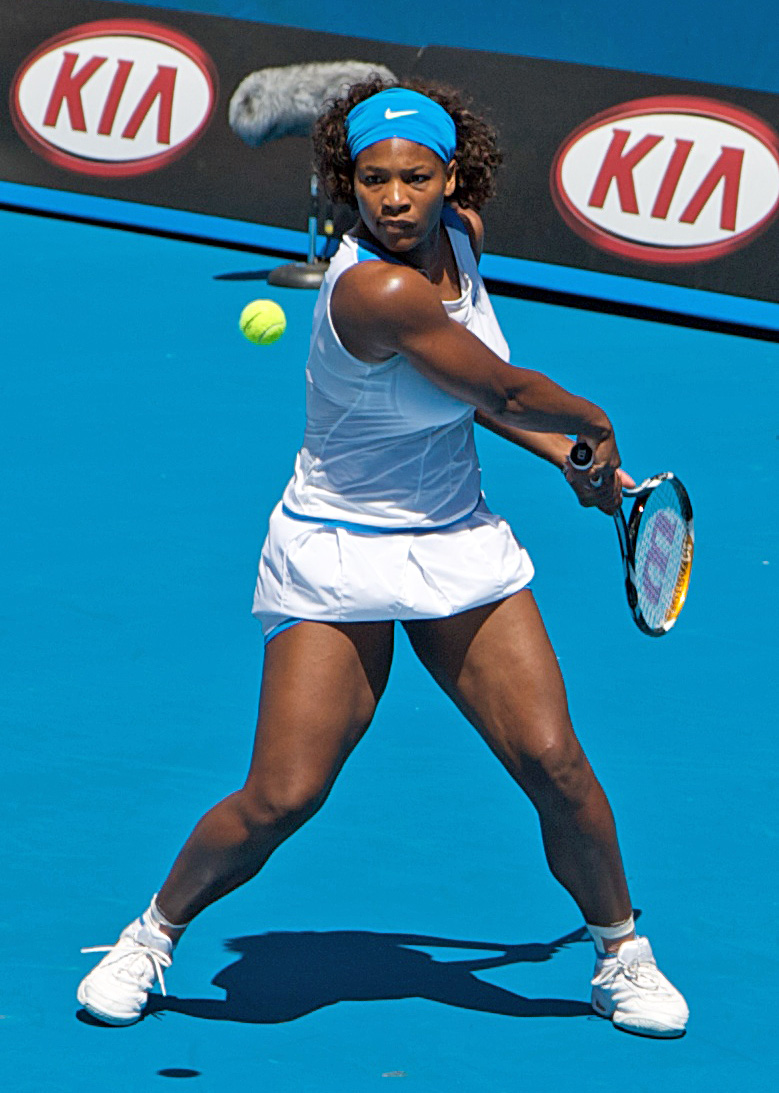
Serena Williams ha vinto il suo 10 ° e 11 ° titolo del Grande Slam agli Australian Open e a Wimbledon

 'Serena Williams'  ha iniziato l'anno vincendo gli Australian Open. Ha poi raggiunto la finale del Sony Ericsson Open dopo aver sconfitto Venus in semifinale mantenendo la posizione nº 1 del ranking. Ha perso poi contro Viktoryja Azaranka per 6–3, 6–1. Successivamente ha perso quattro partite consecutivamente, la striscia più lunga della sua carriera, e ha perso la vetta del ranking mondiale a favore della Safina il 20 aprile durante il torneo di Charleston. Nonostante la mancanza di preparazione, la Williams ha raggiunto i quarti di finale del torneo prima di perdere dalla futura campionessa, la Kuznetsova, per 7–6(4), 5–7, 7–5, che ha posto fine alla serie di 18 vittorie consecutive nei tornei del Grande Slam di Serena.
A Wimbledon ha sconfitto Elena Dement'eva per 6(4)–7 7–5 8–6. Il match è stato considerato da molti come il miglior match dell'anno, e ha poi conquistato il suo terzo titolo sconfiggendo Venus per 7–6(3) 6–2. Agli US Open ha raggiunto le semifinali. Ha recuperato la vetta del ranking WTA per due settimane dopo aver superato la Safina nel China Open. Questa è stata la sua sesta presenza nel torneo. Serena ha vinto l'evento nel 2001 ed è stata finalista nel 2002 e 2004. Serena aveva un record di 10-5 nel torneo.
Il 4 settembre, Caroline Wozniacki e Elena Dement'eva sono state la terza e la quarta a qualificarsi per il torneo di fine anno.

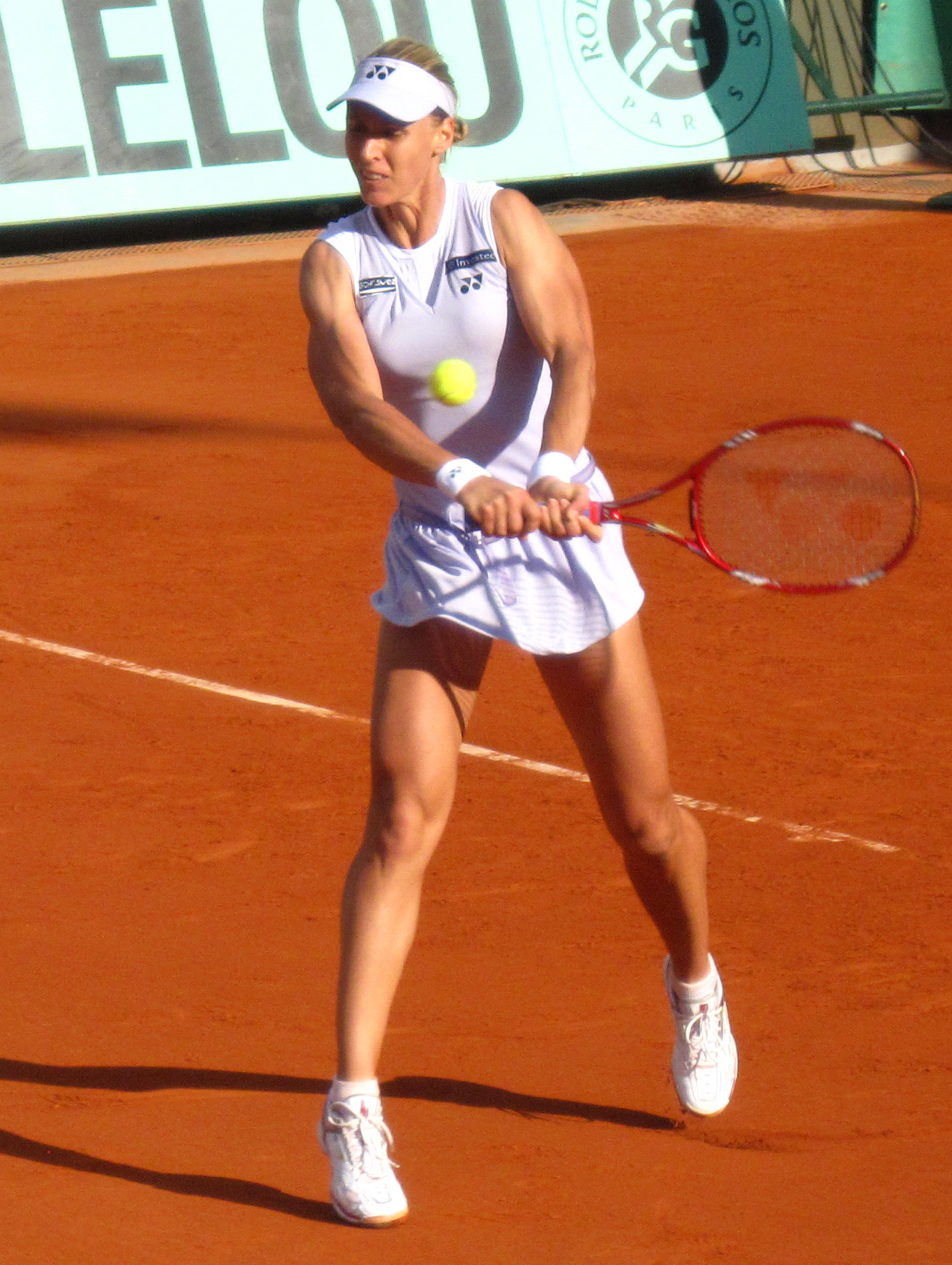
Elena Dement'eva ha vinto le US Open Series 2009

Elena Dement'eva ha avuto una stagione straordinaria che è iniziata vincendo 15 partite consecutive, con i titoli all'ASB Classic e al Medibank International dove ha sconfitto le prime 2 teste di serie: Serena Williams e Dinara Safina,. Ha poi raggiunto le semifinali dell'Australian Open perdendo la finale contro Serena per 6–3 6–4. Ha poi raggiunto la finale dell'Open GDF Suez perdendo contro Amélie Mauresmo per 7–6(7) 2–6 6–4. All'Open di Francia è stata travolta da Samantha Stosur dopo aver vinto il suo match contro Jelena Dokić per il ritiro di quest'ultima. La Dementieva ha giocato una delle partite più emozionanti del WTA Tour 2009, quando è stata contrapposta a Serena Williams nella semifinale di Wimbledon (6(4)–7 7–5 8–6), in una gara che è durata quasi tre ore. Il successo della stagione sul cemento per la Dementieva è stato evidenziato dalla vittoria della Rogers Cup a Toronto sconfiggendo in finale Marija Šarapova per 6–4 6–3 aggiudicandosi così le US Open Series. Tuttavia è stata sconfitta da Melanie Oudin nel secondo turno degli US Open. La Dementieva ha ottenuto il suo best ranking di numero 3 del mondo per 7 settimane. Questa è stata la nona apparizione per la Dementieva al torneo: i suoi migliori risultati erano stati le semifinali del 2000 e del 2008. Aveva un record di 5-16 prima del 2009.
Caroline Wozniacki ha vinto 3 titoli su 3 superfici differenti: al MPS Group Championships, un torneo che si giocava sulla terra verde sconfiggendo Aleksandra Wozniak per 6–1 6–2, all'AEGON International, torneo giocato sull'erba dove ha battuto Virginie Razzano per 7–6(5) 7–5 e al Pilot Pen Tennis, torneo disputato sul cemento dove ha avuto la meglio su Elena Vesnina per 6–2 6–4. La Wozniacki ha raggiunto altre 5 finali: nella Cellular South Cup perdendo contro la Azarenka per 6–1 6–3, nella Family Circle Cup perdendo contro Sabine Lisicki per 6–2 6–4, al Mutua Madrileña Madrid Open perdendo contro la Safina per 6–2 6–4, allo Swedish Open perdendo contro María José Martínez Sánchez per 7–5 6–4. Il suo più grande risultato è stata la finale degli US Open, la prima della carriera, dove ha perso contro Kim Clijsters per 7–5, 6–3 raggiungendo la quinta posizione del ranking WTA. Per lei questa edizione è stata la prima della carriera.

Il 5 ottobre, Svetlana Kuznecova è diventata la quinta giocatrice a qualificarsi. 

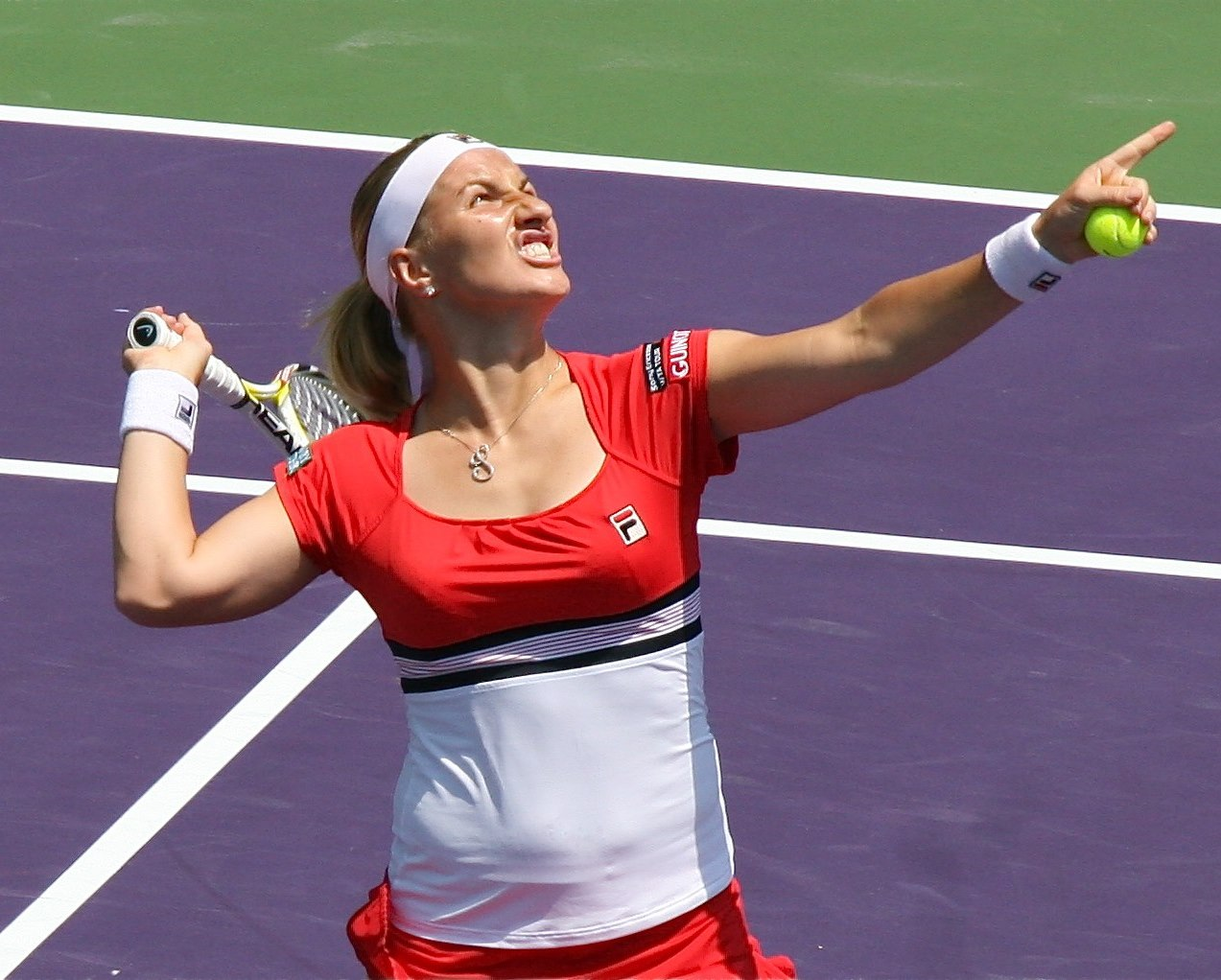
Svetlana Kuznecova ha vinto il suo secondo Grande Slam agli Open di Francia 2009

Svetlana Kuznecova ha iniziato l'anno con un quarto di finale agli Australian Open dove ha perso contro la futura campionessa Serena Williams per 5–7 7–5 6–1. Al Porsche Tennis Grand Prix la Kuznetsova ha vinto il suo primo titolo in due anni sconfiggendo la Safina 6–4 6–3, la settimana successiva ancora una volta ha affrontato la Safina nella finale degli Internazionali d'Italia ma questa volta ha perso 6–3 6–2. Agli Open di Francia la Kuznetsova ha battuto facilmente la Safina in finale per 6–4 6–2 in soli 74 minuti, nonostante 2 dure partite contro Serena e Samantha Stosur nei turni precedenti L'Open di Francia 2009 è stato il suo 2º Major, il primo era stato lo US Open 2004. Ha poi sofferto un brutto periodo perdendo al terzo turno a Wimbledon, perdendo contro la Lisicki per 6–2 7–5 e al 4º turno contro Caroline Wozniacki per 7–6(5) 7–6(3) agli US Open. Ha poi vinto il China Open su Agnieszka Radwańska per 6–2 6–4: questo successo l'ha aiutata a ritrovare la terza posizione della classifica WTA. Questa è stata la quinta presenza al torneo per la Kuznetsova dove aveva un record di 1-10.

Il 9 ottobre Venus Williams e Viktoryja Azaranka si sono qualificate insieme come sesta e settima testa di serie. 

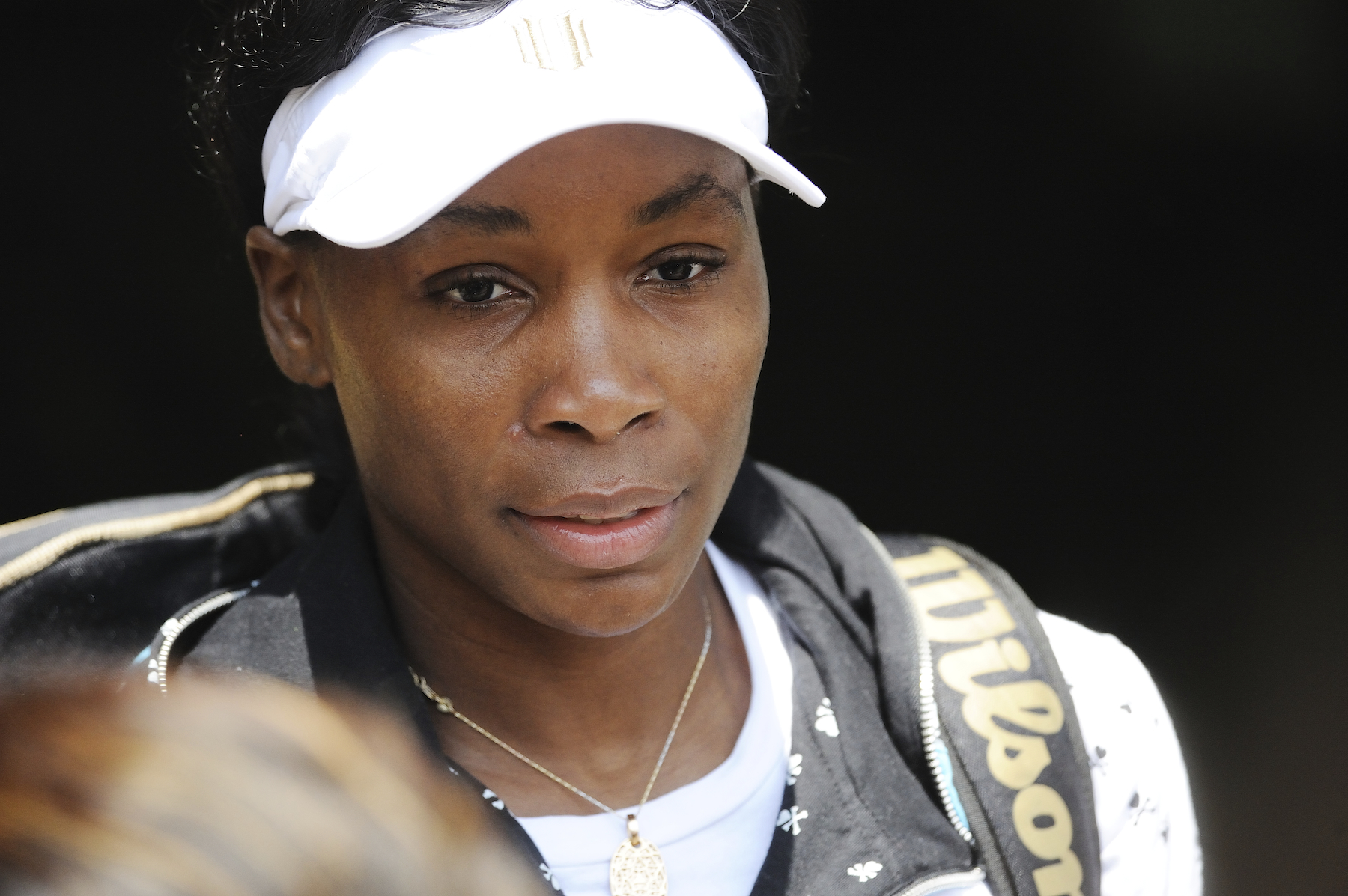
Venus Williams ha raggiunto la finale di Wimbledon del 2009

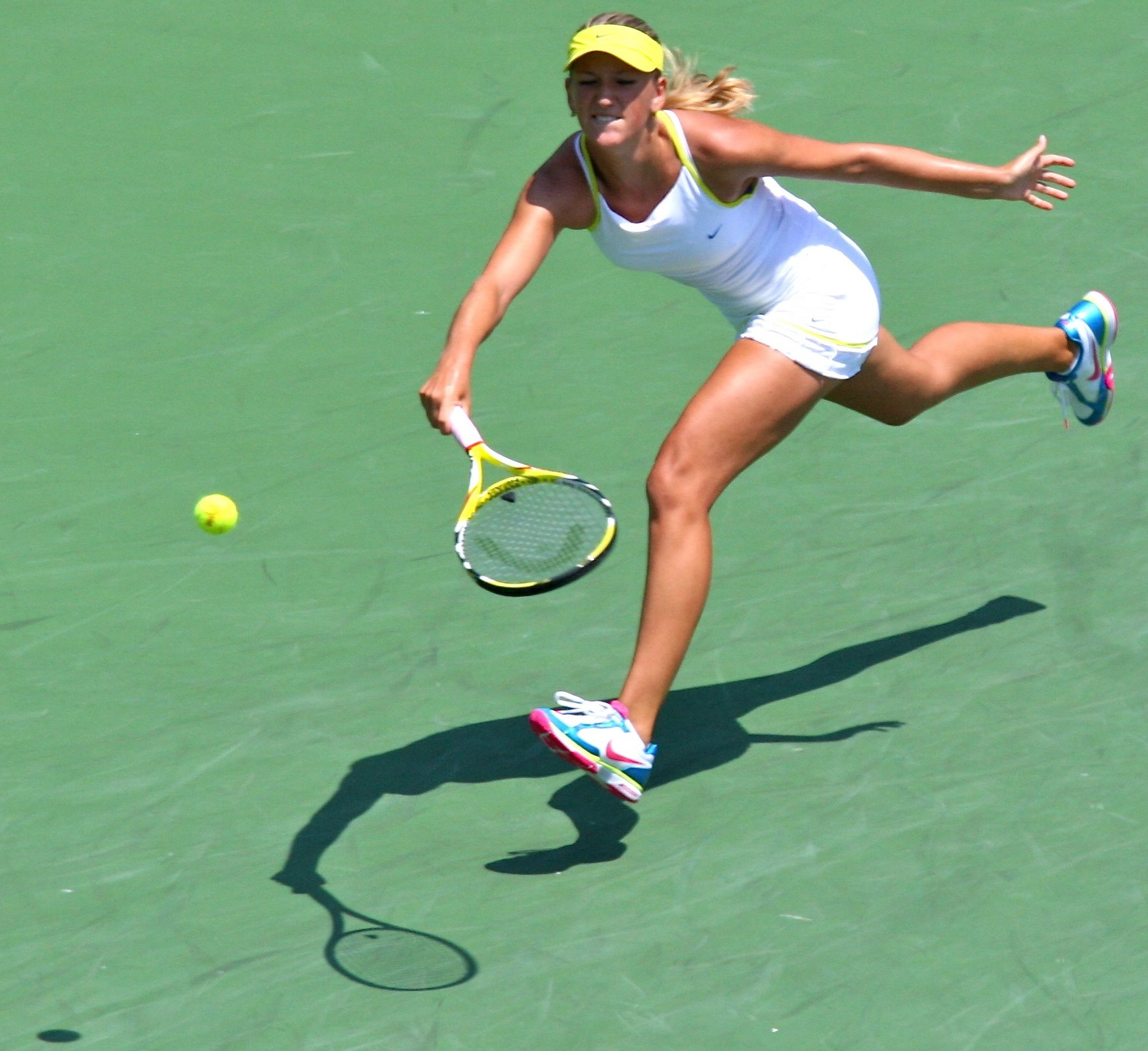
Viktoryja Azaranka ha vinto il suo titolo più importante dell'anno a Miami

Venus Williams era la campionessa in carica. Venus ha vinto 2 titoli consecutivi: al Dubai Tennis Championships sconfiggendo Virginie Razzano per 6–4 6–2 Lungo il tragitto ha sconfitto la Dementieva e la sorella Serena, e il titolo all'Abierto Mexicano Telcel sconfiggendo Flavia Pennetta (è stato il suo primo titolo su terra dal maggio 2005) per 6–1 6–2. Poi è andata a Wimbledon come campionessa in carica, perdendo in finale contro la sorella Serena per 7–6(3), 6–2 dopo aver battuto nettamente la russa Dinara Safina per 6–1 6–0. Ha anche raggiunto la finale a Stanford perdendo contro Marion Bartoli Negli altri tornei del Grande Slam ha perso al 2º turno agli Australian Open, al 3º turno dell'Open di Francia e al 4º turno degli US Open. Questa è stata la quarta partecipazione al torneo per la tennista statunitense, dove fino al 2009 non ha mai perso prima delle semifinali e aveva un record di 9-2.
Viktoryja Azaranka ha disputato la migliore stagione della sua carriera fino al 2009 raggiungendo la sesta posizione del ranking WTA. Ha iniziato l'anno con il suo primo titolo della carriera al Brisbane International sconfiggendo Marion Bartoli per 6–3 6–1, poi seguito dai titoli alla Cellular South Cup sconfiggendo la Wozniacki 6–1 6–3 e al Sony Ericsson Open, sconfiggendo la cinque volte campionessa a Miami Serena Williams Ha raggiunto i quarti di finale dell'Open di Francia perdendo contro la Safina 1–6 6–4 6 2 e a Wimbledon perdendo contro la futura campionessa Serena per 6–2 6–3. Per lei questa edizione è stata la prima della carriera.
Il 22 ottobre Jelena Janković ha raggiunto l'ultimo posto disponibile per il torneo approfittando delle sconfitte della Radwanska e della Zvonareva nella Kremlin Cup.

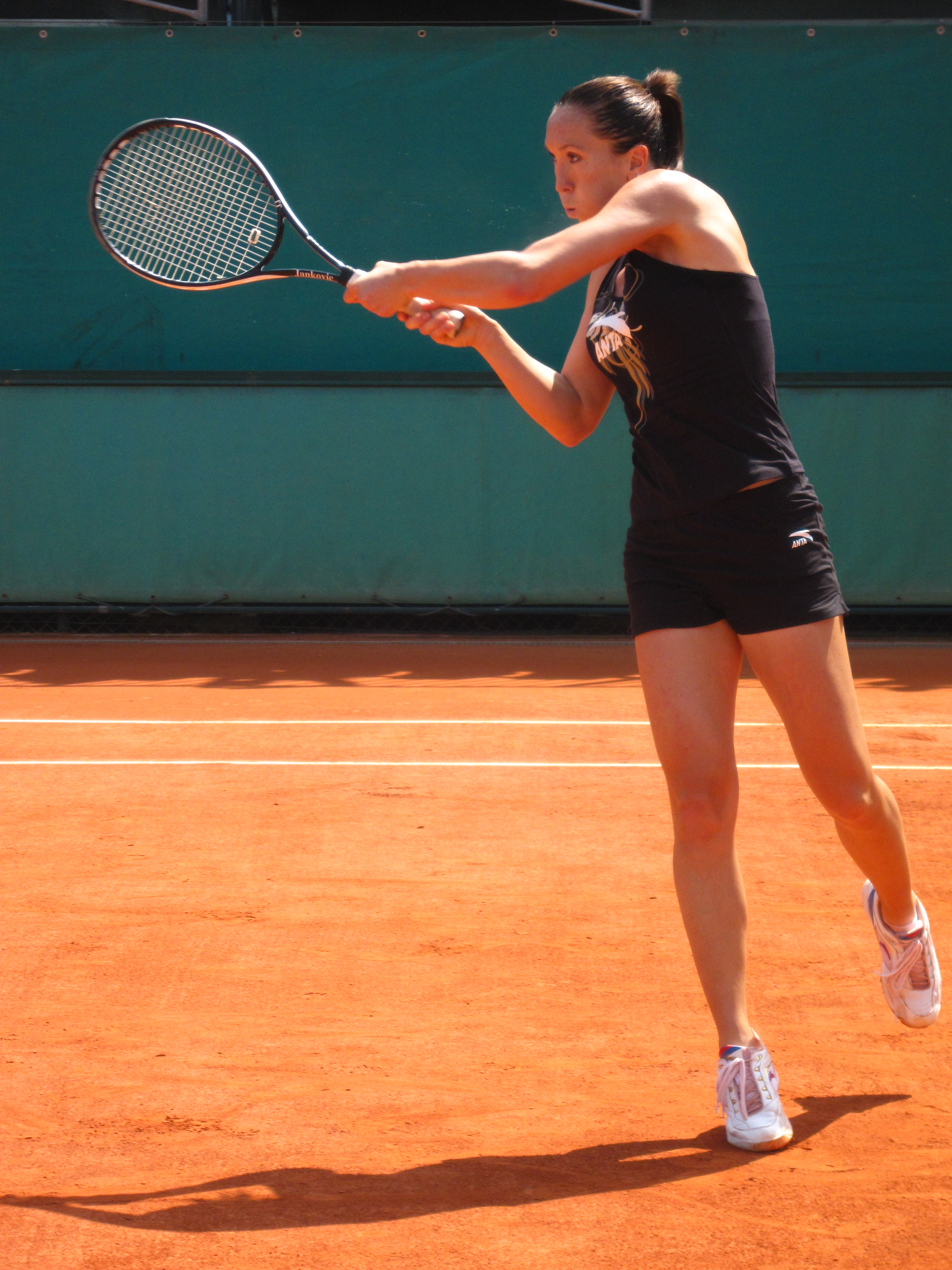
Jelena Janković ha vinto il torneo di Cincinnati

Jelena Janković ha vinto il torneo sulla terra rossa dell'Andalucia Tennis Experience sconfiggendo Carla Suárez Navarro per 6–3, 3–6, 6–3 e il Western & Southern Financial Group Masters & Women's Open sconfiggendo la Safina per 6–4 6–2. Si è ritirata durante la finale del torneo di Tokyo contro Marija Šarapova a causa di infortunio al polso Nei tornei del Grande Slam il migliore risultato è stato un quarto turno. La Janković aveva un record di 2-5 prima della manifestazione, dove, prima del 2009, aveva raggiunto le semifinali.
Le due riserve del torneo sono state Vera Zvonareva, che ha avuto un'esaltante prima metà di stagione, raggiungendo la semifinale degli Australian Open perdendo per 6–3 7–6(4) contro la Safina e vincendo due titoli: nel PTT Pattaya Open sconfiggendo Sania Mirza per 7–5 6–1 e ad Indian Wells sconfiggendo in finale Ana Ivanović per 7–6(5) 6–2, la Wozniacki per 6–4 6–2 e la Azarenka per 6–3 6–3 del corso del torneo di categoria Premier Mandatory Non ha partecipato agli Internazionali BNL d'Italia, Mutua Madrileña Madrid Open e al Roland Garros per un infortunio alla caviglia destra Agli US Open ha perso contro Flavia Pennetta nel quarto turno, perdendo 6–0 il terzo set. L'altra riserva è stata Agnieszka Radwańska, che ha avuto risultati costanti durante tutto l'anno, raggiungendo almeno i quarti di finale in dodici tornei, tra cui un secondo posto al China Open perdendo contro Svetlana Kuznecova per 6–2 6–4, Ha ottenuto 2 vittorie contro una top 10: una su Ana Ivanović e una su Elena Dement'eva.

### Doppio
| Race Ranking Doppio (22 ottobre 2009) | Race Ranking Doppio (22 ottobre 2009)              | Race Ranking Doppio (22 ottobre 2009) | Race Ranking Doppio (22 ottobre 2009) | Race Ranking Doppio (22 ottobre 2009) |
| Rk                                    | Nome                                               | Punti                                 | Tour                                  | Data Qualificazione                   |
| ------------------------------------- | -------------------------------------------------- | ------------------------------------- | ------------------------------------- | ------------------------------------- |
| 1                                     | Cara Black Liezel Huber                            | 9100                                  | 20                                    | 9 settembre                           |
| 2                                     | Venus Williams Serena Williams                     | 6750                                  | 5                                     | 29 settembre                          |
| 3                                     | Nuria Llagostera Vives María José Martínez Sánchez | 6396                                  | 19                                    | 5 ottobre                             |
| 4                                     | Rennae Stubbs Samantha Stosur                      | 5048                                  | 15                                    | 12 ottobre                            |

Il 9 settembre Cara Black e Liezel Huber, le detentrici del titolo, sono state le prime ad essersi qualificate per il master. Loro sono al 1º posto del ranking del doppio dal 2007, insieme hanno raggiunto i quarti di finale agli Australian Open perdendo dalle finaliste Daniela Hantuchová e Ai Sugiyama. Sono arrivate in semifinale sia al Roland Garros perdendo dalle campionesse Anabel Medina Garrigues e Virginia Ruano Pascual che a Wimbledon dove sono state battute dalle sorelle Williams. Hanno raggiunto la loro prima finale dello slam nel 2009 agli US Open ma sono state battute ancora una volta dalle sorelle Williams.Escludendo i tornei dello Slam, Cara e Liezel hanno conquistato l'Open GDF Suez e il Dubai Tennis Championships, hanno vinto anche il Mutua Madrileña Madrid Open, l'AEGON Classic e torneo di Cincinnati.
La loro è l'unica squadra ad aver vinto almeno un titolo su 3 differenti superfici.
Il secondo team a qualificarsi è stato quello formato dalle sorelle Williams, Serena Williams e Venus Williams che partecipano per la 1ª volta al torneo di doppio di fine anno. Durante l'anno le 2 sorelle hanno accumulato il record di 24 vittorie e una sola sconfitta, quella al Roland Garros contro Nadia Petrova e Bethanie Mattek-Sands. Loro hanno vinto 3 dei 4 tornei dello Slam dell'anno: Gli Australian Open battendo Daniela Hantuchová e Ai Sugiyama,il torneo di Wimbledon battendo Stosur e Stubbs e gli US Open battendo Cara Black e Liezel Huber. Hanno vinto anche il Bank of the West Classic, l'unico titolo non appartenente allo slam del loro palmarès del 2009.
La terza squadra a qualificarsi è quella formata da Nuria Llagostera Vives e María José Martínez Sánchez.Loro non hanno avuto un buon rendimento nei tornei dello slam:sono uscite nel primo turno al Roland Garros e ai quarti negli altri 3.Insieme hanno vinto il maggior numero di titoli tra le doppiste,in totale sono 6:la Copa Sony Ericsson Colsanitas,l'Abierto Mexicano Telcel la Rogers Cup e il Pilot Pen Tennis, il Barcelona Ladies Open e gli Internazionali Femminili di Palermo.
L'ultima coppia a qualificarsi è stata quella formata da Samantha Stosur e Rennae Stubbs.Loro sono la sola coppia partecipante a questo torneo che non ha vinto nessun titolo nel 2009.Sono state finaliste all'AEGON International, nella Rogers Cup, e a Wimbledon. Sono state semifinaliste agli US Open e hanno raggiunto il terzo turno agli Australian Open e nel Roland Garros.

## Montepremi
Il montepremi totale ammonta a 4.5 milioni di dollari.
| Turno                    | Singolare | Doppio1   | Punti |
| ------------------------ | --------- | --------- | ----- |
| Vincitrice               | 1,550 000 | 375 000 $ | +450  |
| Finalista                | 780 000 $ | 187 500 $ | +360  |
| Round Robin (3 vittorie) | 400 000 $ | 93 750 $2 | 480   |
| Round Robin (2 vittorie) | 300 000 $ | -         | 320   |
| Round Robin (1 vittoria) | 200 000 $ | -         | 160   |
| Round Robin (0 vittorie) | 100 000 $ | -         | 0     |
| Alternates               | 50 000 $  | -         |       |

- 1 Montepremi per tutta la squadra.
- 2 Montepremi per le semifinaliste.

## Round Robin

### Giorno 1

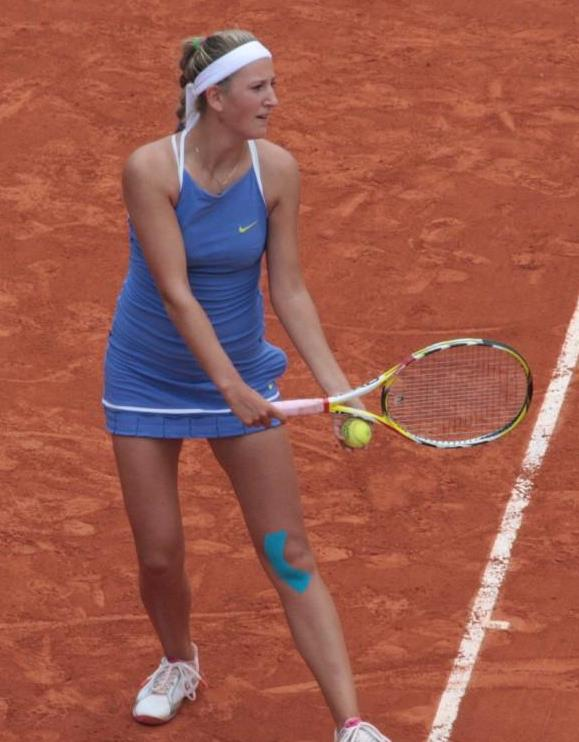
Viktoryja Azaranka

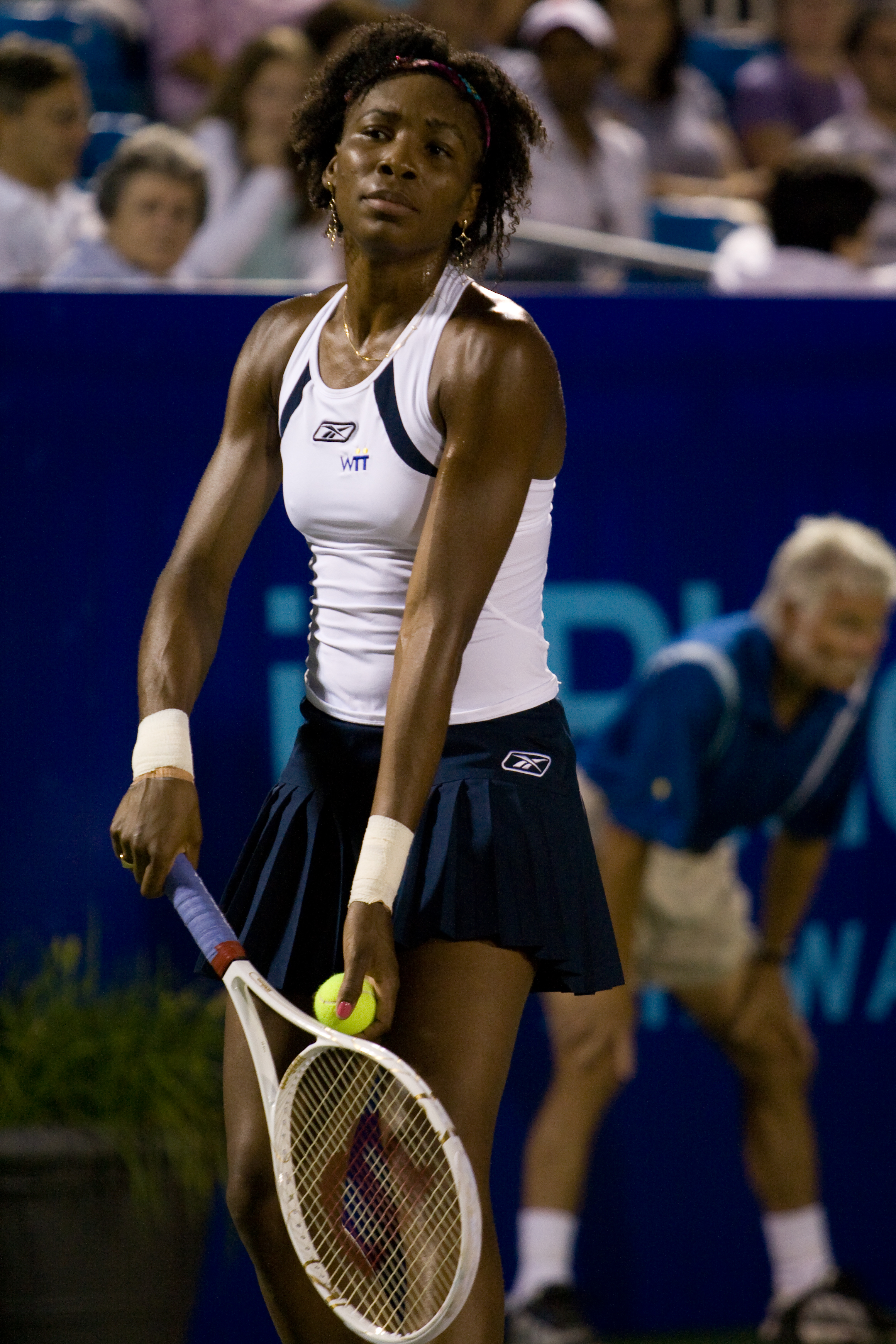
Venus Williams

Nella partita inaugurale del torneo a fare il suo esordio per primo è stato il gruppo bianco che ha visto la vittoria della bielorussa Viktoryja Azaranka che ha battuto la serba Jelena Janković per 6–2, 6–3. A seguire nel gruppo marrone la statunitense e detentrice del titolo, Venus Williams, testa di serie numero 7 è stata sconfitta dalla russa Elena Dement'eva con il punteggio di 3–6 7–6 6–2. A concludere la giornata è stata la vittoria della numero 2 del mondo, Serena Williams, sulla russa Svetlana Kuznecova per 7–6(6), 7–5
| Khalifa International Tennis and Squash Complex | Khalifa International Tennis and Squash Complex | Khalifa International Tennis and Squash Complex | Khalifa International Tennis and Squash Complex |
| Gruppo                                          | Vincitrice                                      | Perdente                                        | Punteggio                                       |
| ----------------------------------------------- | ----------------------------------------------- | ----------------------------------------------- | ----------------------------------------------- |
| Gruppo Bianco                                   | Viktoryja Azaranka [6]                          | Jelena Janković [8]                             | 6–2, 6–3                                        |
| Gruppo Marrone                                  | Elena Dement'eva [5]                            | Venus Williams [7]                              | 3–6, 7–6(6), 6–2                                |
| Gruppo Marrone                                  | Serena Williams [2]                             | Svetlana Kuznecova [3]                          | 7–6(6), 7-5                                     |

### Giorno 2

Caroline Wozniacki

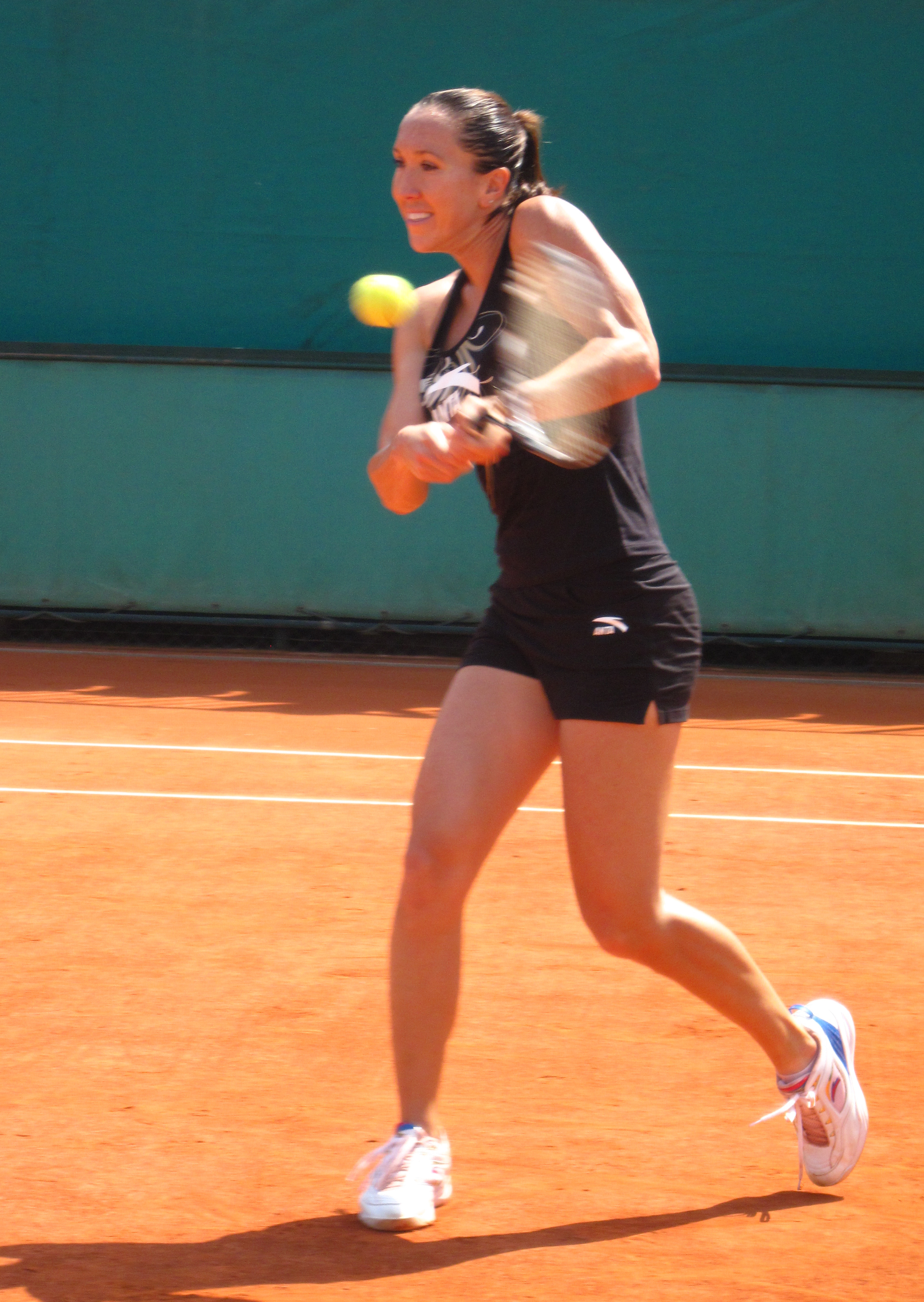
Jelena Janković

Nella seconda giornata nel gruppo bianco ha fatto il suo esordio nel torneo di quest'anno e in generale della carriera la danese Caroline Wozniacki che ha battuto in tre set 1–6, 6–4, 7–5 la bielorussa Viktoryja Azaranka. Nel gruppo marrone Serena Williams ha avuto la meglio sulla sorella Venus che ha vinto il primo set per 7 giochi a 5 ma ha perso i rimanenti 2 parziali per 6–4 e 7–6(4). La serba Jelena Janković ha sconfitto per ritiro Dinara Safina che è stata costretta ad abbandonare il campo sul punteggio di 1-1.
| Khalifa International Tennis and Squash Complex | Khalifa International Tennis and Squash Complex | Khalifa International Tennis and Squash Complex | Khalifa International Tennis and Squash Complex |
| Gruppo                                          | Vincitrice                                      | Perdente                                        | Punteggio                                       |
| ----------------------------------------------- | ----------------------------------------------- | ----------------------------------------------- | ----------------------------------------------- |
| Gruppo Bianco                                   | Caroline Wozniacki [4]                          | Viktoryja Azaranka [6]                          | 1–6, 6–4, 7–5                                   |
| Gruppo Bianco                                   | Jelena Janković [8]                             | Dinara Safina [1]                               | 1–1 rit.                                        |
| Gruppo Marrone                                  | Serena Williams [2]                             | Venus Williams [7]                              | 5-7, 6-4, 7–6(4)                                |
| 1° Match alle 15:00 CEST                        |                                                 |                                                 |                                                 |

### Giorno 3
Nella terza giornata la danese Caroline Wozniacki ha battuto la russa Vera Zvonarëva, entrata nel gruppo bianco come riserva (in inglese "alternate"), per 6–0, 6(3)–7, 6–4. Nel match a seguire Serena Williams nel Gruppo Marrone ha sconfitto la russa Elena Dement'eva per 6–2, 6–4. Nel match che ha chiuso la giornata la statunitense Venus Williams ha battuto la russa Svetlana Kuznecova per 6–2, 6(3)–7, 6–4.
| Khalifa International Tennis and Squash Complex | Khalifa International Tennis and Squash Complex | Khalifa International Tennis and Squash Complex | Khalifa International Tennis and Squash Complex |
| Gruppo                                          | Vincitrice                                      | Perdente                                        | Punteggio                                       |
| ----------------------------------------------- | ----------------------------------------------- | ----------------------------------------------- | ----------------------------------------------- |
| Gruppo Bianco                                   | Caroline Wozniacki [4]                          | Vera Zvonarëva [ALT]                            | 6-0 6(3)-7 6-4                                  |
| Gruppo Marrone                                  | Serena Williams [2]                             | Elena Dement'eva [5]                            | 6-2, 6-4                                        |
| Gruppo Marrone                                  | Venus Williams [7]                              | Svetlana Kuznecova [3]                          | 6-2, 6(3)-7, 6-4                                |
| 1° Match alle 15:00 CEST                        |                                                 |                                                 |                                                 |

### Giorno 4
Nella 4ª giornata Jelena Janković si è qualificata per le semifinali battendo con un doppio 6–2 la danese Caroline Wozniacki. La russa Svetlana Kuznecova ha vinto 6–3 6–2 contro Elena Dement'eva. Agnieszka Radwańska ha battuto Viktoryja Azaranka ritiratasi sul punteggio di 4–6, 7–5, 4-1.
| Khalifa International Tennis and Squash Complex | Khalifa International Tennis and Squash Complex | Khalifa International Tennis and Squash Complex | Khalifa International Tennis and Squash Complex |
| Gruppo                                          | Vincitrice                                      | Perdente                                        | Punteggio                                       |
| ----------------------------------------------- | ----------------------------------------------- | ----------------------------------------------- | ----------------------------------------------- |
| Gruppo Bianco                                   | Jelena Janković [8]                             | Caroline Wozniacki [4]                          | 6-2, 6-2                                        |
| Gruppo Marrone                                  | Svetlana Kuznecova [3]                          | Elena Dement'eva [5]                            | 6-3, 6-2                                        |
| Gruppo Bianco                                   | Agnieszka Radwańska [ALT]                       | Viktoryja Azaranka [6]                          | 4-6, 7-5, 4-1 rit.                              |
| 1° Match alle 15:00 CEST                        |                                                 |                                                 |                                                 |

## Finali

### Giorno 5
Nel 5º giorno si sono giocate le due semifinali ed è iniziato il torneo di doppio. Venus Williams ha battuto Jelena Janković con il punteggio di 5–7 6–3. mentre Caroline Wozniacki ha perso contro Serena Williams.
Nelle semifinali del doppio Cara Black e Liezel Huber hanno battuto Samantha Stosur e Rennae Stubbs per 3–6, 7–6(3), [10-8] e nell'altra la coppia spagnola formata da Nuria Llagostera Vives e María José Martínez Sánchez
ha avuto la meglio sulle sorelle Williams per 2–6, 6–4, [10-8].
| Khalifa International Tennis and Squash Complex | Khalifa International Tennis and Squash Complex            | Khalifa International Tennis and Squash Complex | Khalifa International Tennis and Squash Complex |
| Gruppo                                          | Vincitrice                                                 | Perdente                                        | Punteggio                                       |
| ----------------------------------------------- | ---------------------------------------------------------- | ----------------------------------------------- | ----------------------------------------------- |
| Semifinali doppio                               | Cara Black [1] Liezel Huber [1]                            | Samantha Stosur [4] Rennae Stubbs [4]           | 3-6, 7–6(3), [10-8]                             |
| Semifinali singolare                            | Venus Williams [7]                                         | Jelena Janković [8]                             | 5-7, 6-3, 6-4                                   |
| Semifinali singolare                            | Serena Williams [2]                                        | Caroline Wozniacki [4]                          | 6-4, 0-1 rit                                    |
| Semifinali doppio                               | Nuria Llagostera Vives [3] María José Martínez Sánchez [3] | Serena Williams [2] Venus Williams [2]          | 2-6, 6-4, [10-8]                                |
| 1° Match alle 12:00 CEST                        |                                                            |                                                 |                                                 |

### Giorno 6
Nella giornata conclusiva Serena Williams ha battuto la sorella Venus, campionessa in carica. nella finale in poco meno di un'ora e mezza di gioco con il punteggio di 6–2 7–6 ed è succeduta nell'albo d'oro proprio alla sorella.
Nel doppio il titolo è andato alla coppia spagnola formata da Nuria Llagostera Vives e María José Martínez Sánchez che ha battuto in finale le detentrici del titolo Cara Black e Liezel Huber per 7–6(0) 5–7 [10–7].
| Khalifa International Tennis and Squash Complex | Khalifa International Tennis and Squash Complex            | Khalifa International Tennis and Squash Complex | Khalifa International Tennis and Squash Complex |
| Gruppo                                          | Vincitrice                                                 | Perdente                                        | Punteggio                                       |
| ----------------------------------------------- | ---------------------------------------------------------- | ----------------------------------------------- | ----------------------------------------------- |
| Finale singolare                                | Serena Williams [2]                                        | Venus Williams [7]                              | 6-2, 7–6(4)                                     |
| Finale doppio                                   | Nuria Llagostera Vives [3] María José Martínez Sánchez [3] | Cara Black [1] Liezel Huber [1]                 | 7–6(0) 5-7 [10–7]                               |
| 1° Match alle 16:00 CEST                        |                                                            |                                                 |                                                 |

## Campioni

### Singolare
Serena Williams ha battuto in finale  Venus Williams con il punteggio di 6–2, 7–6(4)

### Doppio
Nuria Llagostera Vives /  María José Martínez Sánchez hanno battuto in finale  Cara Black /  Liezel Huber con il punteggio di 7–6(0) 5–7 [10–7]